# 大新駅 (慶尚北道)
大新駅（テシンえき）は、大韓民国慶尚北道金泉市牙浦邑大新里にある、韓国鉄道公社（KORAIL）京釜線の駅。

## 駅構造
島式ホーム2面4線を有する地上駅。各ホームと駅舎とは構内踏切で連絡している。

## 駅周辺
- 大新初等学校
- 甘川

## 歴史
- 1916年11月1日 - 営業開始。
- 1942年2月24日 - 現在の駅舎を新築。
- 2002年8月31日 - 内部工事施行。
- 2007年1月17日 - 無配置簡易駅に格下げ。
- 2008年12月1日 - 旅客取り扱い中断。

## 隣の駅
韓国鉄道公社　
京釜線（全列車通過）
金泉駅 - 大新駅 - 牙浦駅